# Атлетико Хувентуде до Моксико
Групо Дешпортиво Атлетико Хувентуде до Моксико, известен повече като Хувентуде до Моксико, е анголски футболен клуб от град Луена, провинция Моксико. Клубът отпада от елитната анголска дивизия- Гирабола през сезон 2007 (това е дебютен сезон за Хувентуде в елита), след като остава на последното 14-о място в шампионата.
Отборът носи настоящето си име от 23.ноември 2006 г.(дотогава е носил името Интер Клубе 4 де Хуньо до Моксико).

## Стадион
Хувентуде до Моксико играе домакинските си мачове на стадион Ещадио до Луена, на който домакинските си срещи играе и отборът на Онзе Бравош де Макиш, с максимален капацитет 1500 зрители.